# Le Moindre Geste

Le Moindre Geste est un documentaire français réalisé par Fernand Deligny, Josée Manenti et Jean-Pierre Daniel, sorti en 1971.

## Synopsis
Entre le registre documentaire et la fiction, ce film a la particularité d'être joué par des enfants en souffrance psychique (délinquants, psychotiques, autistes). Tourné dans les Cévennes, il montre la tentative de Fernand Deligny de mener avec ces enfants une « cure libre » éloignée des pratiques asilaires.

## Fiche technique
- Titre : Le Moindre Geste
- Réalisation : Fernand Deligny, Jean-Pierre Daniel et Josée Manenti
- Scénario : Fernand Deligny
- Photographie : Josée Manenti
- Son : Guy Aubert
- Montage : Jean-Pierre Daniel
- Production : SLON
- Pays :  France
- Genre : documentaire
- Durée : 105 minutes
- Date de sortie : France - mai 1971 (Festival de Cannes)[1] et 17 novembre 2004

## Tournage
Le film a été tourné :
- dans le département du Gard à Anduze
- dans le département de la Lozère